# Borgo San Pietro (Crema)
Il Borgo San Pietro è un quartiere antico che mantiene una sua connotazione urbanistica ben identificata all'interno del centro storico di Crema. Prende nome dalla storica parrocchia facente capo alla chiesa di San Pietro.

## Storia

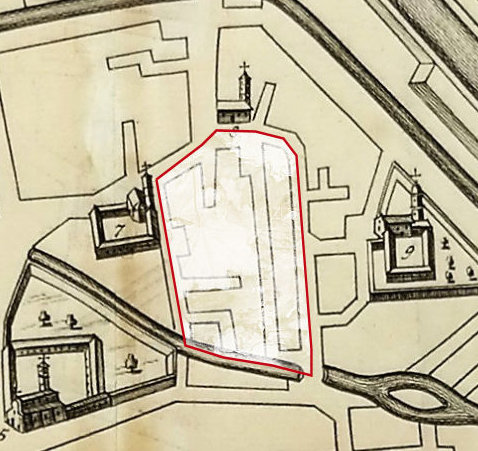
Nella mappa storica del XVIII secolo è stato indicato il supposto primitivo nucleo del borgo

Agli inizi del XI secolo si sviluppavano condizioni favorevoli alla migrazione di popolazioni verso la cittadella di Crema dovute alla ricerca di nuove terre da sfruttare e all'affrancamento da retaggi feudali; si creavano così le condizioni per la formazione di borghi esterni e tra questi quello denominato di San Pietro. Non si trattava di un borgo militare poiché Federico Barbarossa non lo distrusse come fece con il «castrum», ossia le cittadella fortificata: anzi, è assai probabile che sia in questo borgo che si rifugiò gran parte della popolazione in fuga dopo lo storico assedio. Qualche anno dopo, quando lo stesso Barbarossa concedeva la riedificazione della città e l'ampliamento della cittadella il Borgo San Pietro ne fu escluso.
Il primo nucleo del borgo parrebbe identificarsi nell'area compresa tra via della Ruota a ovest, via Borgo San Pietro a nord, le vie Venezia e San Bernardo a est, confinando con la roggia Crema a sud, per poi, successivamente allargarsi fino alla roggia Fontana, l'unica nel centro storico a non essere stata interrata.
Solo dopo la costruzione delle mura venete il borgo entrò nel perimetro cittadino, tra il 1488 e il 1509. Rimase comunque ecclesiasticamente una parrocchia della diocesi di Cremona (mentre il Duomo di Crema e il centro cittadino erano allora parte della diocesi di Piacenza) fino all'erezione della diocesi di Crema nel 1580.
Il borgo ospitò nel corso dei secoli importanti enti e istituzioni religiose: qui vi fu la prima sede dell'Ospedale degli infermi, fino agli inizi del XV secolo, quindi l'Ospedale degli esposti e dei mendicanti con la propria chiesa di Santa Maria Stella, fino ai primi decenni del XIX secolo.

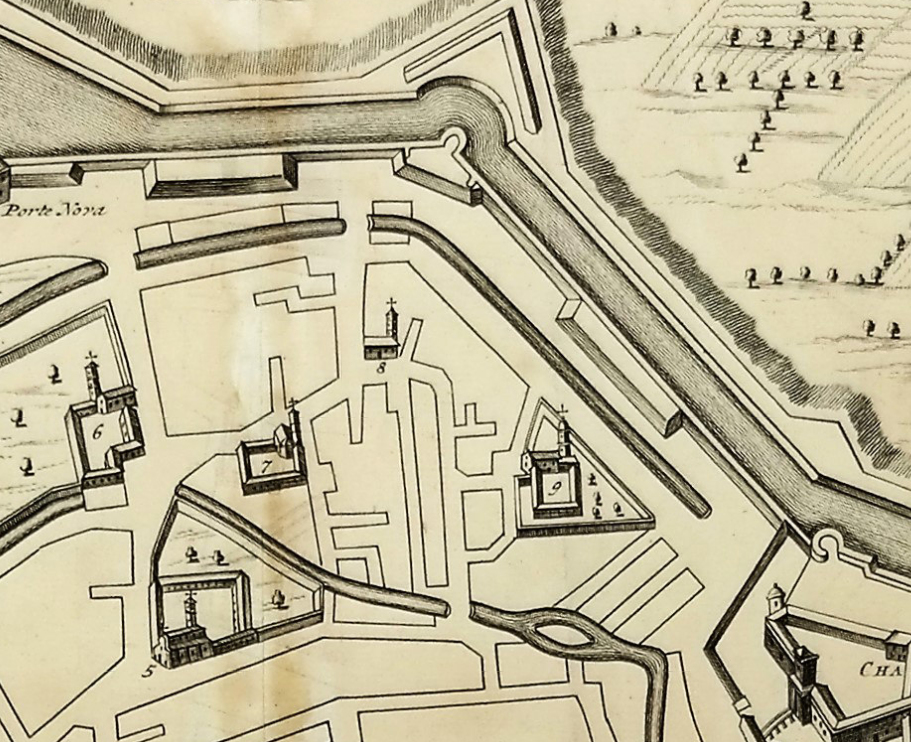
Il borgo stretto tra le rogge Crema (a sud) e Fontana (a nord-est). Tratto da «Crema ou Crème», di Pierre Mortier, acquaforte, 1708. Vi si ravvisano: col n. 6 il convento e la chiesa di Santa Chiara; col n. 7 l'Ospedale degli esposti con la chiesa di Santa Maria Stella; col n. 8 la chiesa parrocchiale di San Pietro; col n. 9 il convento e la chiesa di San Bernardo.

Lungo l'attuale via Luigi Griffini gli Umiliati tenevano un convento dedicato a San Martino, con chiesa e cimitero, dedicandosi alla manifattura della lana fino alla soppressione dell'ordine avvenuta nel 1567 per opera di papa Pio V a causa del loro decadimento morale. Nel luogo vi dimorarono successivamente i padri Cistercensi, noti anche come i frati di San Bernardo, i quali fecero costruire una nuova chiesa terminata nel 1610; il convento fu soppresso dalla Repubblica di Venezia nel 1769 e i beni vennero dapprima incamerati, quindi restituiti alla congregazione che alla fine li vendette ai marchesi Zurla.

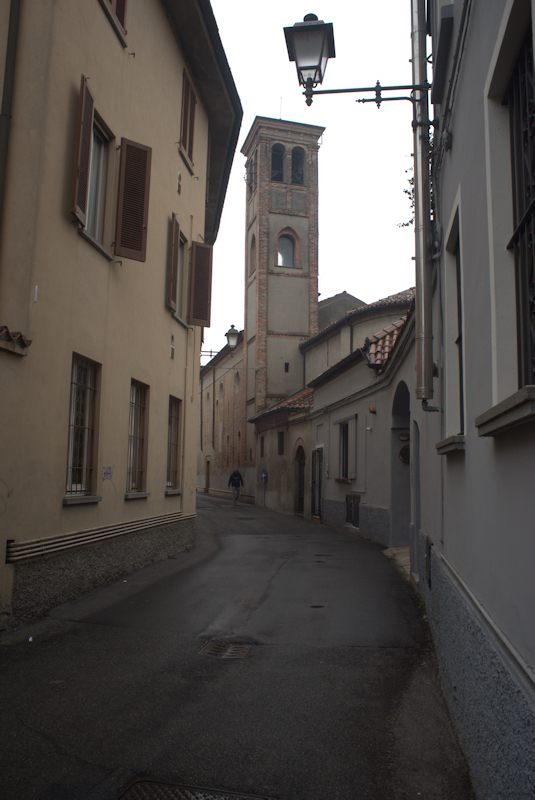
Via San Bernardo e il campanile di San Pietro

Tra gli ordini femminili: nel monastero di Chiara vi si stabilirono prima le Umiliate, fino al 1449, quindi le monache clarisse; la chiesa esiste ancora, così come alcun brani del convento. Si ha anche notizia che nel borgo fu fondata nel 1593 una comunità di madri Orsoline (successivamente Cappuccine), ma pochi anni dopo, nel 1608, si trasferirono nella parrocchia della Santissima Trinità.
Per secoli l'area ha mantenuto le sue spiccate caratteristiche borghigiane ma nel corso del XX secolo il quartiere è incorso in un degrado edilizio con il conseguente spopolamento. Addirittura, un piano regolatore prevedeva nel 1935 uno sventramento per creare vie larghe e dritte. In particolare, il progetto mai attuato prevedeva una via rettilinea, larga ed alberata, che sarebbe partita da via Forte (dietro il duomo di Crema) e avrebbe raggiunto la stazione sbancando definitivamente i paraggi malfamati e pestilenziali di via Riva Fredda, via Ponte della Crema, via S. Bernardo, via Venezia e simili cancellando così un quartiere ritenuto covo di malavita.
Tra il 1968 ed 1969 iniziarono alcune demolizioni e la costruzione di un primo fabbricato condominiale; tuttavia alcune leggi in materia urbanistica consentirono al comune di rallentare le speculazioni edilizie. Nel frattempo sorgevano iniziative di sensibilizzazione culminate in una mostra del 1973 intitolata Crema da salvare, prodromi della costituzione di un Gruppo operativo San Pietro che iniziò, a partire dall'anno 1978, ad organizzare feste, assemblee, incontri e, in particolare, una petizione affinché il Borgo venisse inserito nella Legge 457/1978 (cosiddetta "piano casa") per ottenere fondi destinati ad operare una salvaguardia della tipologia edilizia ristrutturando le abitazioni esistenti e non demolendole. Il sindaco Maurizio Noci comunicava nel 1979 l'inserimento nel Borgo nella Legge 457, ottenendo così un miliardo di lire destinato al recupero del Borgo: i successivi iter procedurali e tecnici, tutti basati su uno stretto rapporto di collaborazione tra amministrazione, l'architetto Bagicalupo (estensore del piano regolatore cittadino) ed il Gruppo operativo − espressione della volontà popolare − permisero di riqualificare totalmente il Borgo inaugurato alla fine con una festa il 12 giugno 1982.

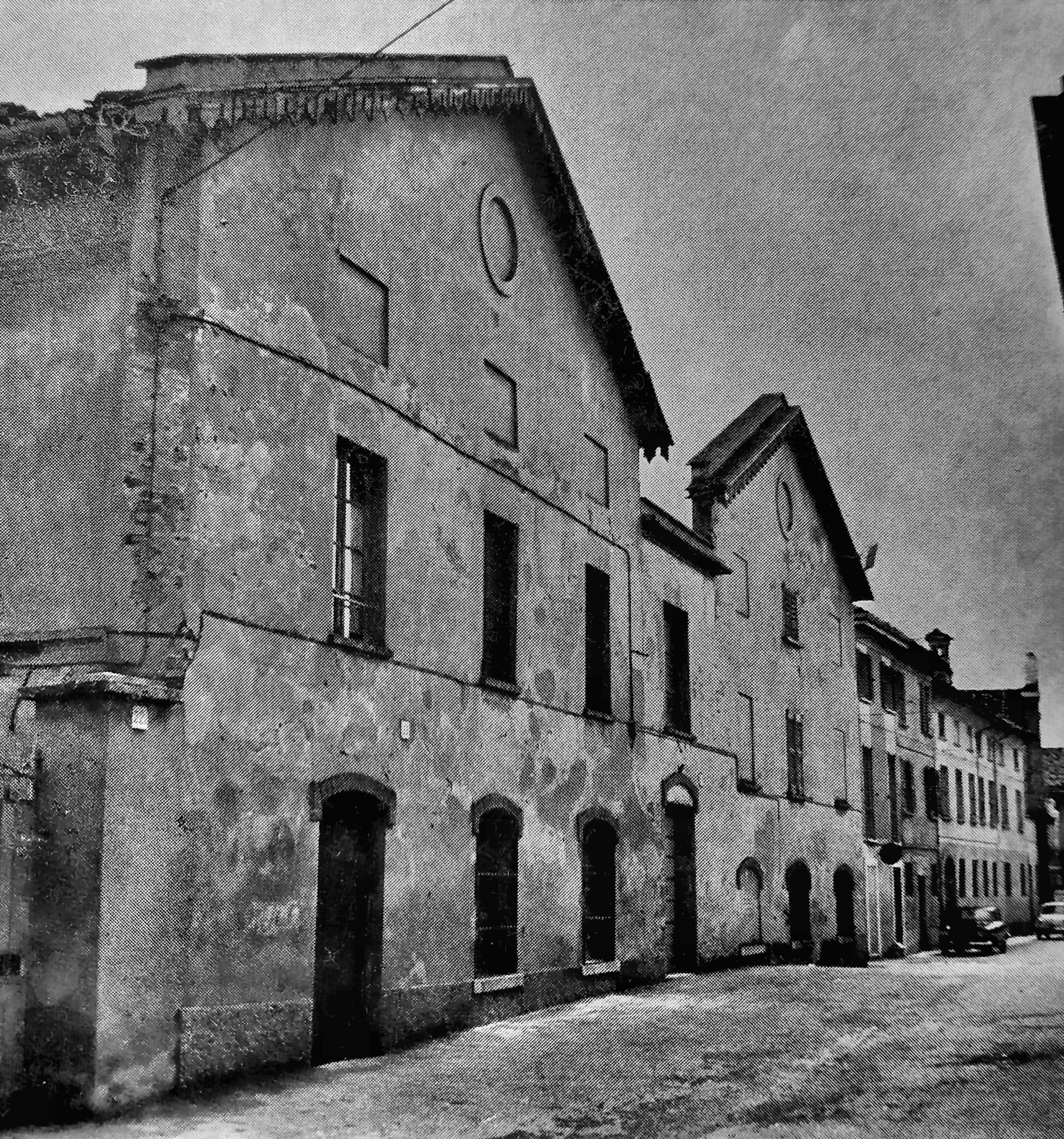
La sede della "Impresa Illuminazione elettrica", demolita nel 1968.

Si segnala che uno degli edifici demoliti nel 1968 presso la roggia Fontana fu quello nel quale l'Impresa Illuminazione Elettrica progettò nel 1884 il primo impianto per la produzione di energia elettrica in città; aveva una forza motrice di "17 cavalli idraulici o 75 a vapore" e illuminava 350 lampade ad incandescenza.

### Le vie del borgo

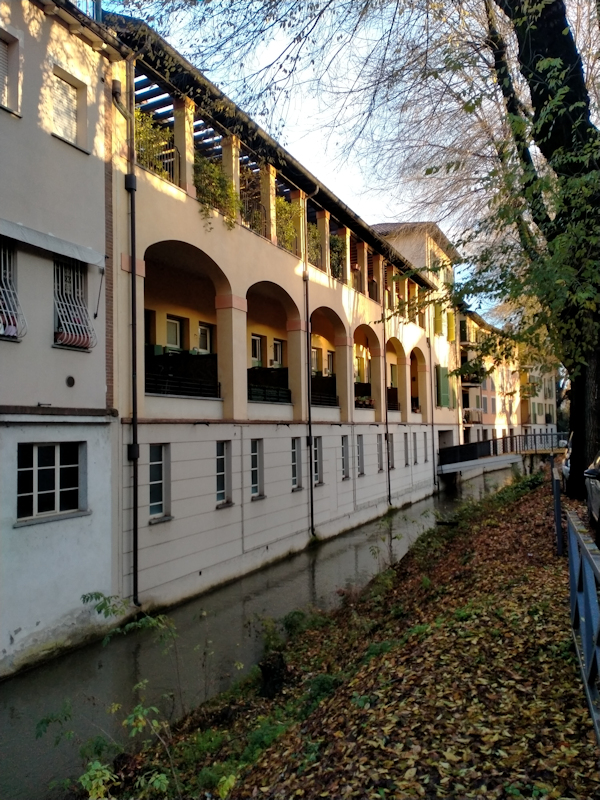
La roggia Fontana lungo via Luigi Griffini. Vi sorgevano un tempo dei mulini

Alcune informazioni toponomastiche, soprattutto dei secoli passati, forniscono informazioni interessanti sulle attività che si svolgevano nel borgo e sulle istituzioni ivi presenti.
Via Borgo San Pietro: la via principale era indicata nello stato d'anime del 1585 come Strada maestra, quindi Contrada grande e Contrada maggiore nel corso del XVII secolo; in un manifesto del 1797 è indicata come Contrada San Pietro e dal 1802 viene identificata col nome attuale.
La via Castello: si trova in posizione elevata lungo gli spalti delle Mura venete ed era nota anticamente come Baluardi San Pietro e anche Strada delle ghiacciaie e dei molini per via delle infrastrutture che sorgevano lungo la roggia Fontana.
La via Luigi Griffini era indicata un tempo come la Strada rimpetto ai molini verso il castello (1736) o più semplicemente Strada ai molini, sempre con riferimento agli impianti molitori che sorgevano lungo la roggia Fontana. L'attuale denominazione risale a una delibera podestarile del 1931.
Via Ponte della Crema è indicativa del percorso della roggia Crema, interrata nel 1946.
La via San Bernardo è una traccia toponomastica dell'esistenza dell'omonimo convento; già nota nel Seicento come Canton San Bernardo, nell'Ottocento veniva identificata come Contrada San Pietro e Contrada Ponte Crema, quindi con la primitiva denominazione Contrada San Bernardo. L'abbazia dava il nome anche alla Piazzetta di San Bernardo, venduta a un privato nel 1875. La via dedicata alla scenografo Antonio Rovescalli era considerata un tempo come la continuazione della via San Bernardo.
Via Santa Chiara, che prende il nome dall'omonima chiesa, era già identificata come Contrada Santa Chiara nel 1585; venne chiamata in seguito anche con i nomi di Contrada di Porta Pianengo o Corso di Porta Stoppa nel corso del XIX secolo; dal 1871 al 1959 era considerata semplicemente come la continuazione di via Cavour.
Via Venezia è indicata così da secoli: nello stato d'anime del 1585, infatti, era la Contrada Venezia.
Infine, la via della Ruota è la Contrada di Santa Maria Stella nel 1585 e il Canton della ruota nel 1648: entrambe le denominazioni ricordano l'esistenza dell'Ospedale degli esposti e l'adiacente chiesa di Santa Maria Stella.

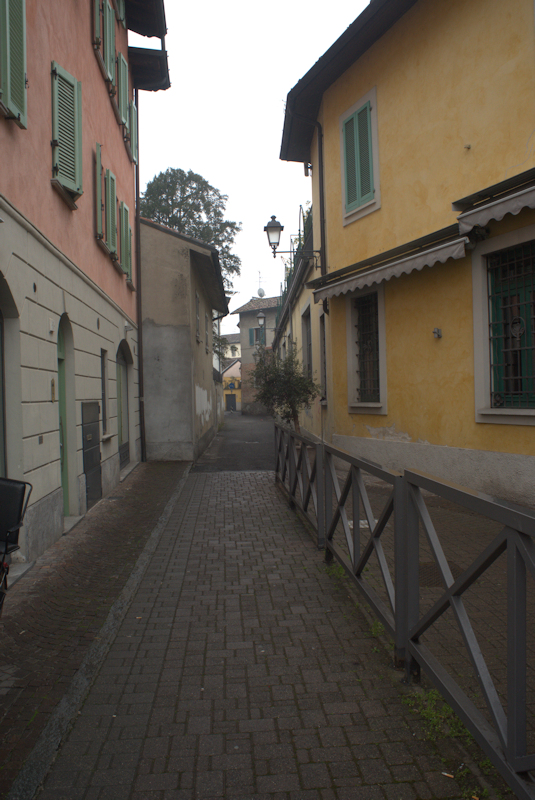
Via Ponte della Crema, che sorge lungo il tracciato dell'antica roggia tombinata nel 1946
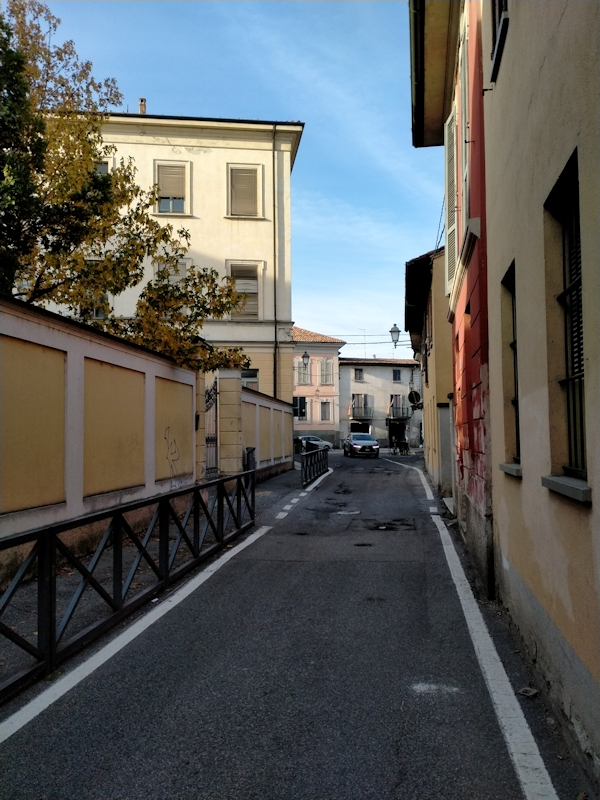
Via della Ruota, che ricorda la presenza dell'Ospedale degli esposti
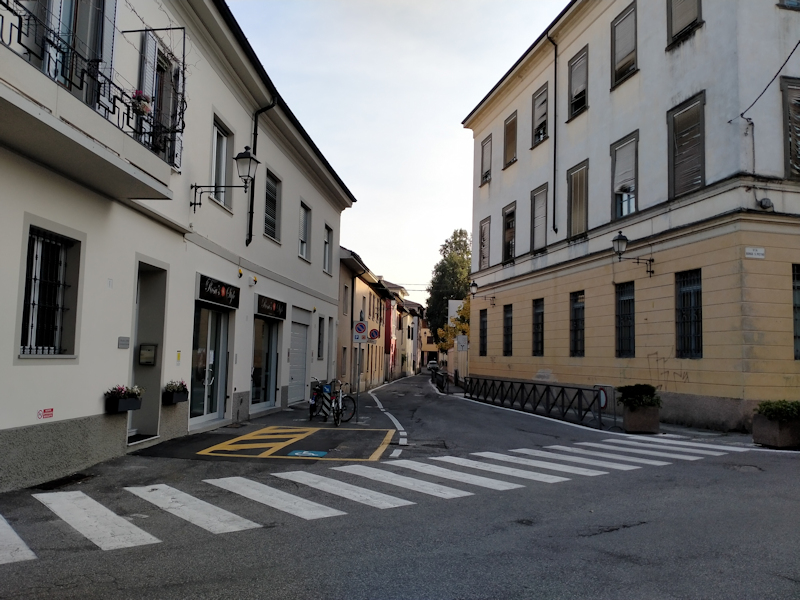
L'incrocio tra via della Ruota e via Borgo San Pietro
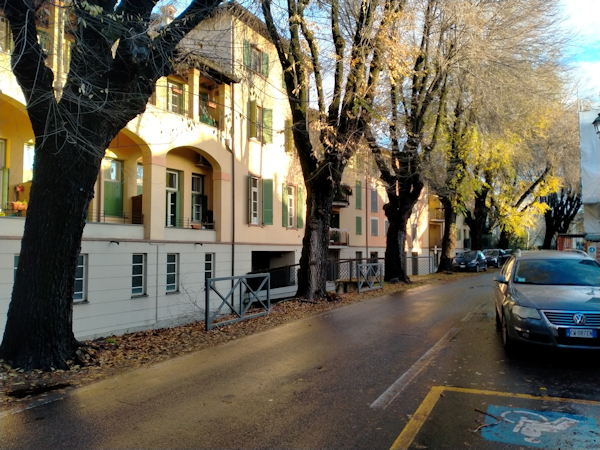
Via Luigi Griffini

## Monumenti e luoghi di interesse

### Architetture religiose
- La chiesa parrocchiale di San Pietro, una tra le più antiche della città, verosimilmente esistente prima dell'anno 1160[24]. L'aspetto attuale è frutto di numerose e secolari trasformazioni.

- La chiesa di Santa Chiara; a servizio prima delle monache umiliate, successivamente delle clarisse a partire dal 1449 le quali la fecero ricostruire nel 1515, quindi fu profondamente ristrutturata nel corso del XVII secolo.

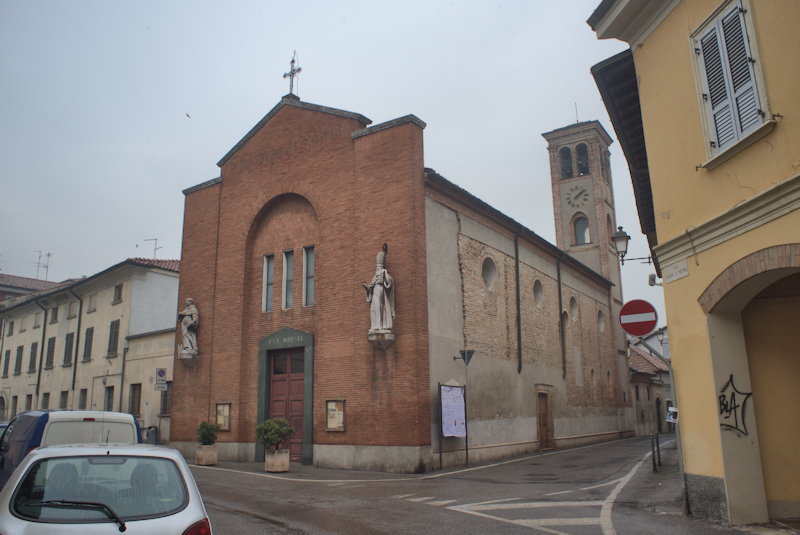
La chiesa parrocchiale di San Pietro
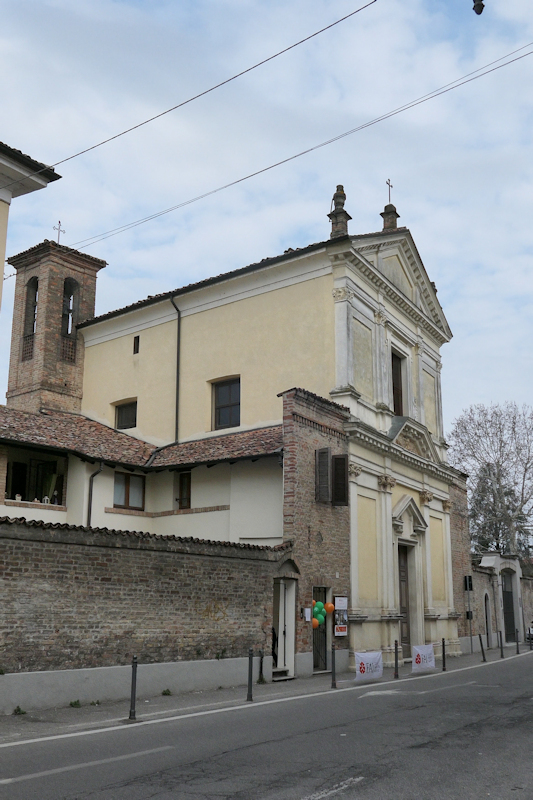
La chiesa di Santa Chiara

### Architetture civili
- Palazzo Dossena: edificio elevato da Pietro Catella nel tardo XVIII secolo[25].
- Palazzo Torrisi: palazzo del XVII secolo costruito su iniziativa dei fratelli Cassani[26].
- Palazzo Venturelli : già dimora dell'antica famiglia Benzoni, mostra sulla facciata alcune bifore tardo gotiche[27].
- Casa Ciocca-Morsellino: già Oldi, abitazione del XVII secolo.
- Palazzo della scuola primaria: edificio ottocentesco costruito sul luogo dell'antico Ospedale degli esposti per farne la sede delle Scuole elementari maschili e della Scuola normale[28].

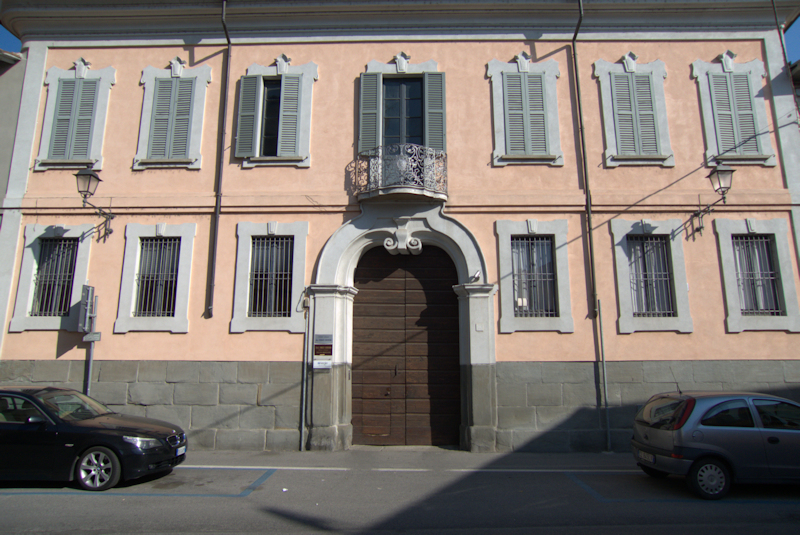
Palazzo Dossena
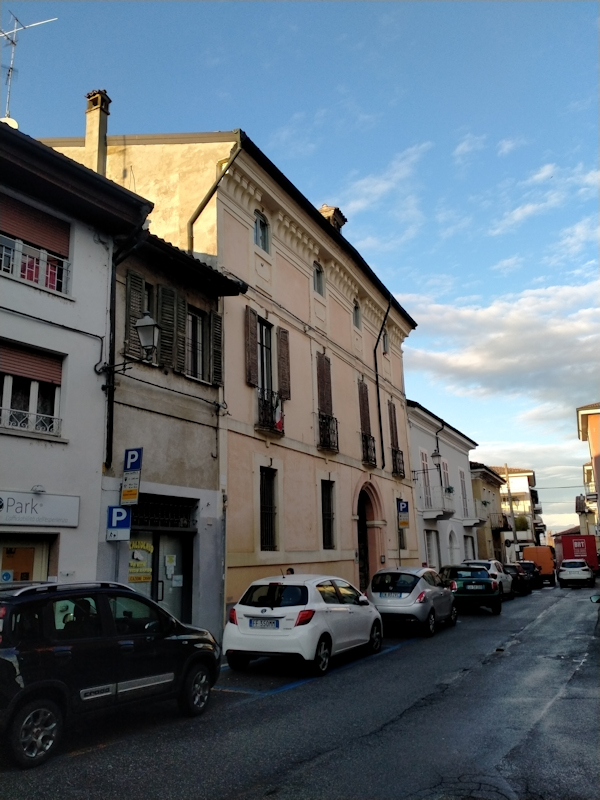
Palazzo Torrisi
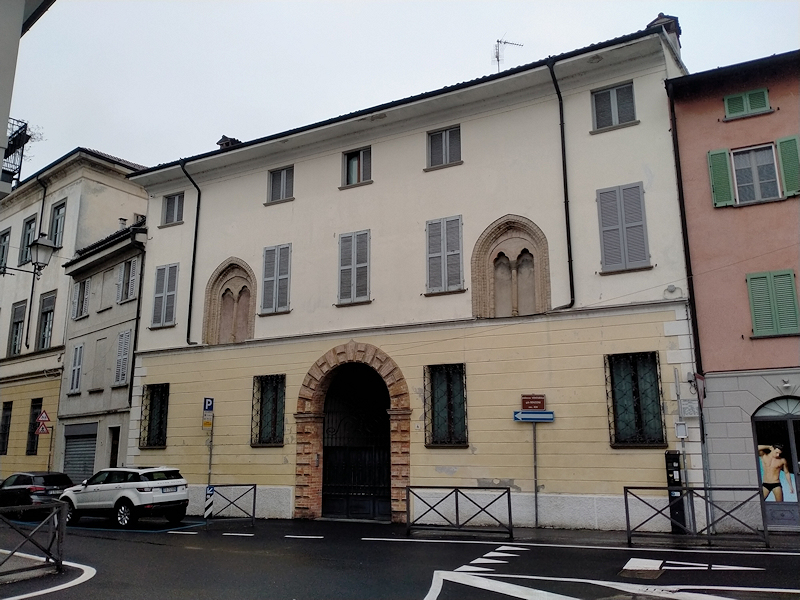
Palazzo Venturelli
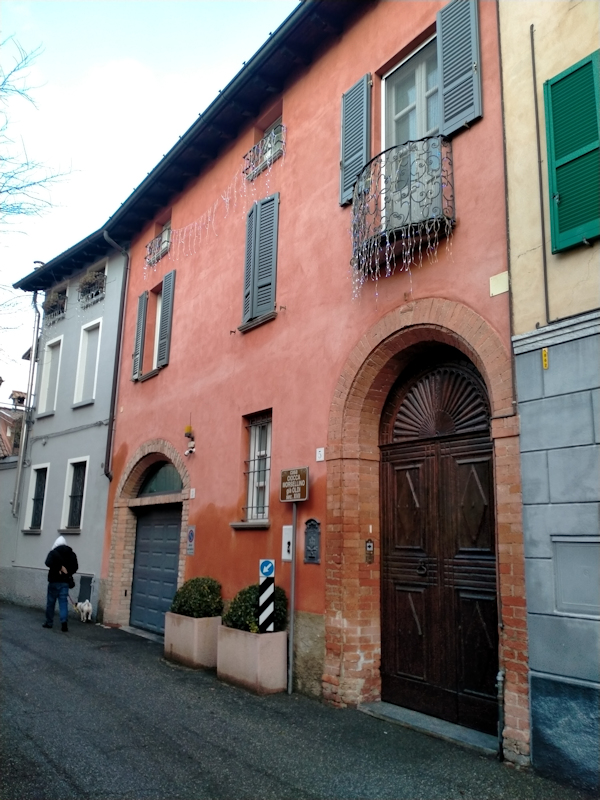
Casa Ciocca-Morsellino
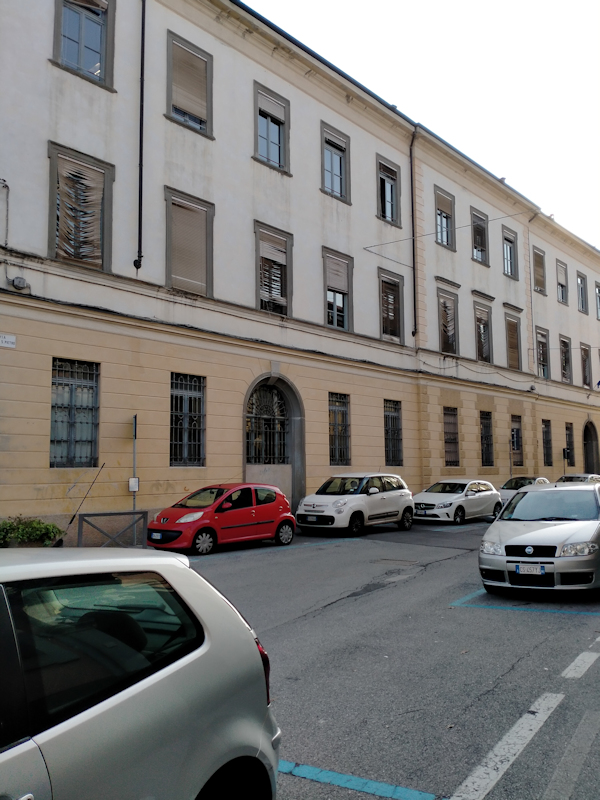
L'edificio che ospita la scuola primaria statale

### Architetture militari

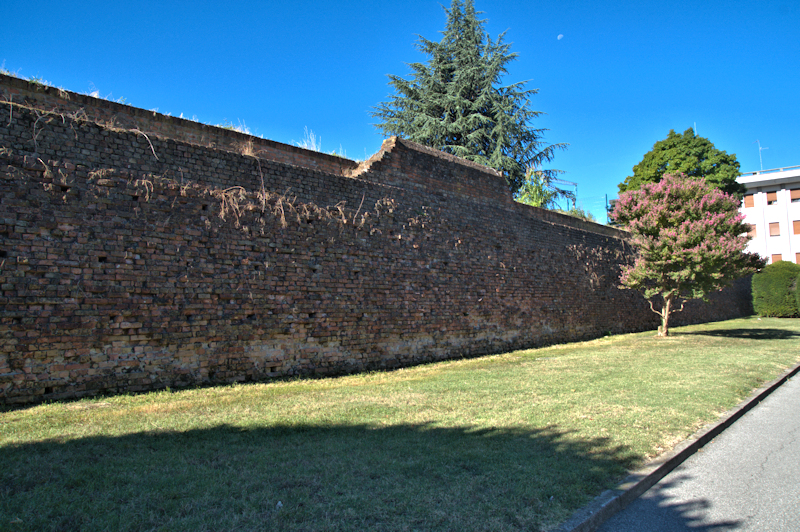
Le mura venete, viste dal lato esterno lungo via Stazione

L'area confina a nord-est con le mura venete.